# Écologie au centre
Écologie au centre (deutsch Ökologie im Zentrum, kurz: ÉAC), bis 2022 Alliance écologiste indépendante (deutsch Unabhängige Umweltallianz, kurz: AEI), ist eine französische Partei, die 2009 als Bündnis der Parteien La France en action, Mouvement écologiste indépendant und Génération écologie gegründet wurden. Nachdem sich 2011 Mouvement écologiste indépendant und Génération écologie aus dem Bündnis zurückzogen, wurde aus dem Bündnis eine Partei.

## Inhaltliches Profil
Die Partei positioniert sich selbst außerhalb bestehender politischer Richtungen, wie linke Politik oder rechte Politik, und sieht sich als politische Bewegung.

### Ökologie
Die Partei sieht die Ökologie als wichtigstes politisches Thema an und baut ihre Politik auf zehn Säulen der Ökologie. Darunter versteht die Partei Beziehungsökologie, internationale demokratische Ökologie, Bildungsökologie, Umweltökologie, Ökologie des Gesundheitswesens, soziale und wirtschaftliche Ökologie, Finanzökologie, Steuerökologie, Erhaltung des Ökosystems und Tierschutz.

## Geschichte

### Gründung des Bündnisses
Im März 2009 wurde die Alliance écologiste indépendante als grünes Bündnis der drei Parteien La France en action, Mouvement écologiste indépendant und Génération écologie gegründet. Die drei Vorsitzenden der Parteien, Jean-Noël Debroise für Génération écologie, Antoine Waechter für Mouvement écologiste indépendant und Jean-Marc Governatori für La France en action, wurden zu Ko-Vorsitzenden des Bündnisses.

### Gründung der Partei
Bei den Europawahlen 2009 konkurrierte das Bündnis mit dem anderen grünen Bündnis Europe Écologie. Während Europe Écologie 16,28 % der Stimmen holte, kam Alliance écologiste indépendante auf 3,6 %. Im November 2009 erklärte der Ko-Vorsitzende Antoine Waechter, dass seine Partei Mouvement écologiste indépendant nicht gemeinsam mit dem Bündnis, sondern gemeinsam mit Europe Écologie bei den Regionalwahlen 2010 antreten werde. Bei den Wahlen erhielt die Alliance écologiste indépendante durchschnittlich 2 %.
Im Oktober 2010 verlässt Génération écologie das Bündnis. Im November 2010 verlässt Mouvement écologiste indépendant das Bündnis. Als Reaktion auf die Austritte der Parteien aus dem Bündnis, beschließen die noch übrigen Mitglieder, die mehrheitlich aus der Partei La France en Action kommen, am 28. Mai 2011 auf einer Versammlung, das Bündnis in eine Partei umzuwandeln.

### 2011–2018: Teilnahme an Wahlen
Die Alliance écologiste indépendante stellte sowohl für die Wahlen zur Nationalversammlung 2012 und 2017 sowie an der Europawahl 2014 Listen auf, konnte jeweils aber keine Mandate erringen.

### Seit 2019: Abgeordnete im Europaparlament
Die Partei stellte eine gemeinsame Liste mit Europe Écologie – Les Verts zur Europawahl 2019 auf. Die Parteien kamen auf 13,47 % der Stimmen und erhielten 12 Sitze. Davon gingen zwei Sitze an die Alliance écologiste indépendante, die somit die Abgeordneten Salima Yenbou und Caroline Roose entsenden konnte. Beide schlossen sich der Fraktion Grüne-EFA an.